# Шёйхцер, Иоганн Яков
Иоганн Яков Шёйхцер (нем. Johann Jakob Scheuchzer; 2 августа 1672, Цюрих — 23 июня 1733, там же) — швейцарский естествоиспытатель, исследовавший ископаемую флору и фауну Швейцарии.

## Жизненный путь
Родился в семье главного врача города Цюриха, там же получил образование, а в 1672 году поступил в Альтдорфский университет неподалёку от Нюрнберга, чтобы выучиться на медика. В начале 1694 года он получил степень доктора медицины в университете Утрехта и затем вернулся в Альтдорф (Германия), чтобы завершить изучение математики. Он вернулся в Цюрих в 1696 году и стал интерном, собираясь в дальнейшем быть профессором математики, что и произошло в свою очередь в 1710 году.
В январе 1733 года ему предложили возглавить кафедру физики и место главного врача Цюриха. Это произошло всего за несколько месяцев до его смерти 23 июня 1733 года.

## Опубликованные работы
Шейхцером опубликовано 34 научные работы (не считая многочисленных статей). Его исторические труды сохранились в основном в виде рукописей. Наиболее важные из опубликованных работ касаются его научных наблюдений (во всех областях) или его путешествий, во время которых он коллекционировал материал для своих научных трудов. Являлся владельцем Цюрихского гербовника, который был передан городской библиотеке Цюриха его племянником в 1750 году.

### Научные работы
В третьем томе изданного им самим трёхтомника «Описание естественной истории Швейцарии» (Beschreibung der Naturgeschichte des Schweitzerlandes (3 vols., Zürich, 1706—1708)) содержится отчёт на немецком языке о его путешествии 1705 года. Новая редакция этой книги, а также его работа 1723 года (правда со значительными пропусками) были изданы в 1746 году Иоганном Георгом Зульцером под названием «Естественная история Швейцарии и путешествие через швейцарские горы» (Naturgeschichte des Schweitzerlandes sammt seinen Reisen über die schweitzerischen Gebirge). Также вышла его Helvetiae historia naturalis oder Naturhistorie des Schweitzerlandes, изданная в 3-х томах в Цюрихе (1716—1718 гг.) и переизданная в том же виде в 1752 году, но под немецким названием.
Первая из трёх частей упомянутой выше работы посвящена горам Швейцарии. В ней были обобщены все сведения, полученные о них к тому времени. Таким образом, эта работа послужила связующим звеном между исследованиями Иосии Зиммлера 1574 года и более поздними исследованиями Готтлиба Зигмунда Грюнера 1760 года. Вторая часть этого труда была посвящена рекам, озёрам и минеральным водам Швейцарии, а третья — её геологии и климату.
В 1703 году Иоганн Яков Шейхцер был избран членом Лондонского королевского общества и опубликовал множество научных заметок и работ в сборнике «Философские труды Королевского общества» (Philosophical Transactions of the Royal Society) за 1706—1707, 1709, 1727—1728 гг.

### Полевые исследования

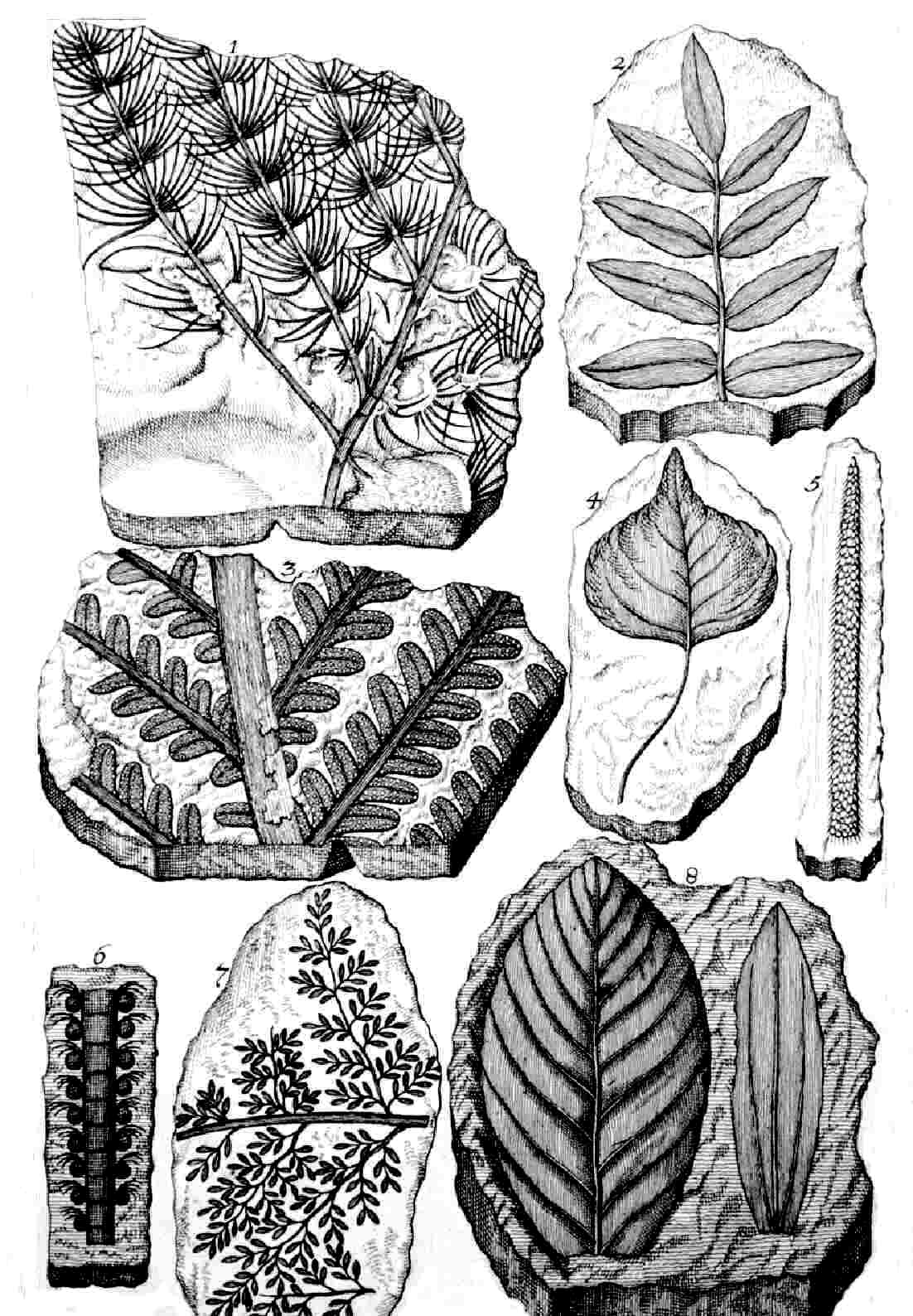
Иллюстрация из Herbarium deluvianum

Отчет о результатах путешествий по Швейцарии в 1702—1704 годах Шейхцер опубликовал в Лондоне в 1708 году. Окончательные результаты были опубликованы в Лейдене в 1723 году под заголовком Itinera per Helvetiae alpinas regiones facta annis 1702—1711.
Исследованиями были охвачены практически все части Швейцарии, а особенно — её центральные и восточные районы. После посещения в 1705 году Ронского ледника он вставляет в отчёт его описание, и дополняет его сведениями о других известных ледниках Швейцарии.
В 1706 году в доклад добавляются «полученные от заслуживающих доверия людей» сведения о наблюдении в Швейцарии драконов. Шейхцер сомневается в достоверности этих наблюдений, однако снабжает доклад причудливым описанием драконов.
В 1712 году Шейхцер опубликовал карту Швейцарии в четырёх листах, восточная часть которой, составленная на основе его личных наблюдений, была самой точной. До конца 18-го века карта Шейхцера оставалась лучшей из существующих карт Швейцарии.
Шейхцер известен и своими палеонтологическими исследованиями. В труде Lithographia Helvetica он рассматривал ископаемые остатки как «игру природы» или как результаты всемирного потопа. Окаменелый скелет, найденный в карьере вблизи Бадена, он описал как останки человека — свидетеля потопа (Homo diluvii testis). Долгие годы эти сведения рассматривались как подтверждение библейской идеи Потопа, и только через несколько десятилетий после смерти Шейхцера, в 1811 году, французский натуралист Жорж Кювье пересмотрел найденные образцы и показал, что в действительности они являются скелетом крупной доисторической саламандры, описанной им под названием Salamandra scheuchzeri (современное название — Andrias scheuchzeri).

## Признание заслуг
В честь Шейхцера названа горная вершина в Бернских Альпах — Scheuchzerhorn (3462 м).
Его имя носит семейство растений — Шейхцериевые.